# バハッティン・ソフォーグル
バハッティン・ソフォーグル（Bahattin Sofuoğlu、1978年1月1日 - 2002年10月25日）は、トルコ・アダパザル出身のモーターサイクル・ロードレースライダー。

## 人物
オートバイの販売と修理を手がける一家の長男として生まれる。1997年にレースデビュー。1999年・2000年・2001年トルコ・モーターサイクル・サーキット選手権 スーパースポーツ クラスAチャンピオン。2002年10月25日、交通事故に遭い死去。24歳没。弟のシナンとケナンもオートバイレーサーだった。甥のバハッティンもオートバイレーサーで、ケナンが兄の名前にちなんで名付けられた。